# Nandor Fodor

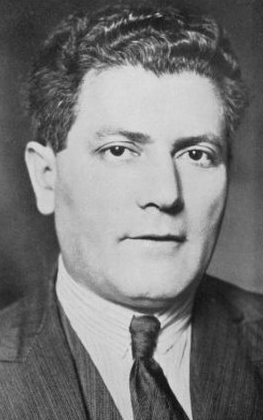
Fodor in 1934

Nandor Fodor (Berengszasz, 13 mei 1895 – New York, 17 mei 1964) was een Brits-Amerikaanse parapsycholoog, psycholoog, schrijver en journalist van Hongaarse afkomst die in zijn werk inzichten uit parapsychologie en psychoanalyse trachtte te verenigen.

## Leven
In de periode 1917-1921 studeerde Nandor Fodor rechten en behaalde een Ph.D. aan de Koninklijke Hongaarse Universiteit voor Wetenschappen. Omstreeks 1921 reisde hij voor de eerste keer naar de Verenigde Staten als verslaggever voor het New Yorks-Hongaarse dagblad Amerikai Magyar Nepszava. Hij geraakte toen ook geïnteresseerd in modern onderzoek van psychische fenomenen na het lezen van Hereward Carringtons boek over dit onderwerp. Het zou een beslissende wending geven aan zijn leven. In die periode interviewde hij als reporter ook Sándor Ferenczi, die toen als medewerker van Freud een vooraanstaand psychoanalist was en dit zou een tweede bepalende invloed worden op zijn verdere carrière.
Fodor werd beschouwd als een autoriteit op gebied van paranormale verschijnselen als poltergeist, bespookte plaatsen en mediumschap. Hij werkte op een bepaald ogenblik samen met Sigmund Freud en schreef over onderwerpen zoals prenatale ontwikkeling en de interpretatie van dromen. Hij wordt nu vooral herinnerd om zijn zijn magnum opus "An Encyclopedia of Psychic Science", voor het eerst gepubliceerd in 1934. Een van de onderwerpen die hij nauwkeurig bestudeerde was het geval van Gef, de pratende mangoest. Fodor onderzocht dit als poltergeistverschijnsel gerapporteerd geval in de jaren dertig van de 20e eeuw in opdracht van het 'International Institute for Psychical Research'. Later zou hij onder invloed van Freud psychoanalyticus worden.

## Belangrijkste werken
- An Encyclopedia of Psychic Science. Londen: Arthurs Press, 1934.
- The Haunted Mind: A Psychoanalyst Looks at the Super-natural. New York: Garrett Publications, 1959.
- New Approaches to Dream Interpretation. New York, 1951. Herdruk, New Hyde Park, N.Y.: University Books, 1951.
- On the Trail of the Poltergeist. New York: Citadel Press, 1958.
- These Mysterious People. Londen: Rider, 1936.
- The Search For the Beloved. A Clinical Investigation of the Trauma of Birth and Pre-Natal Conditioning, 1949.
- Fodor, Nandor, and Hereward Carrington. Haunted People. New York: Dutton, 1951.
- The Story of the Poltergeist down the Centuries. Londen: Rider, 1953.
- Between Two Worlds. New York: Paperback Library, 1964.
- The Unaccountable. New York: Award Books, 1968.